# Ľudovít Lačný
Ľudovít Lačný (8. prosince 1926 Banská Štiavnica – 2019) byl slovenský šachový skladatel a rozhodčí. V žebříčcích Mezinárodní šachové federace (zkr. FIDE) získal 25,5 bodu.
Lačný absolvoval studium matematiky na Univerzitě Komenského v Bratislavě, pracoval jako středoškolský profesor a jako počítačový programátor. V roce 1956 byl jmenován mezinárodním rozhodčím v kompozičním šachu a v roce 2005 získal titul mezinárodního mistra v kompozičním šachu. Vytvořil více než 100 vysoce kvalitních šachových skladeb, jako první na světě složil r. 1949 cyklickou záměnu tří matů, která později získala název Lačného téma a později ji rozšířil na čtyři varianty. Jako jediný na světě získal 4 zlaté medaile ve světových soutěžích WCCT. Slovenská organizace kompozičního šachu vypsala v roce 2006 tematický turnaj u příležitosti 80. narozenin Ludvíka Lačného na pomocné přímé maty 2. tahem.